# 牙買加的愛爾蘭人
牙買加的愛爾蘭人是指本人或祖先是愛爾蘭人的牙買加公民，其祖先起源於愛爾蘭。愛爾蘭人是牙買加第二大報告種族群體，僅次於非洲血統的牙買加人。大多數有愛爾蘭血統的牙買加人也有非洲血統。

## 歷史
第一波愛爾蘭移民發生在17世紀初，愛爾蘭移民主要由水手，僕人和商人組成。許多較貧窮的移民是流離失所的蓋爾-愛爾蘭人和盎格魯-愛爾蘭天主教徒，以及契約僕人和罪犯。許多契約僕人是不情願地被運送的。在長途跋涉中倖存下來的人中，更多的人抵達後死於惡劣條件和陌生的熱帶條件。
英國在加勒比海最早的殖民地巴巴多斯在1626年由愛爾蘭移民建立。

## 與牙買加的首次接觸
1655年，威廉·佩恩和羅伯特·維納布爾斯從西班牙人手中奪取牙買加后，愛爾蘭出生的奴隸首次被大量帶到牙買加，這是奥利弗·克倫威爾統治加勒比海的戰略計劃的一部分。
1655年，愛爾蘭議會軍少將亨利·克倫威爾安排綁架和奴役1，000名愛爾蘭女孩和1，000名愛爾蘭青年，協助征服和開墾牙買加。
1687年，第二代阿爾伯瑪律公爵克裡斯托弗·蒙克被天主教國王詹姆斯二世任命為牙買加副總督。他的辦事處主要由愛爾蘭天主教農民和僕人支援，這表明愛爾蘭人很多，至少在下層階層中是這樣。
移民到牙買加一直持續到17世紀，特別是在西印度群島甘蔗種植園的糖業繁榮時期，這迫使許多被釋放的僕人在牙買加等較大的島嶼上尋找土地。一位巴巴多斯歷史學家估計，17世紀最後25年離開巴巴多斯的10000名愛爾蘭僕人中，至少有一半前往牙買加，那裡有土地可供小農使用。此外，英國人讓愛爾蘭人與馬龍人定居在內部邊界附近。從1670年到1700年，牙買加成為愛爾蘭和英國僕人在加勒比海的首選目的地。到17世紀末，牙買加約10%的土地擁有者是愛爾蘭血統，其中一些人愛爾蘭契約僕役獲得了“中等種植園主”的等級。